# Benoît Assou-Ekotto
Pour les articles homonymes, voir Assou et Ekotto.
Benoît Assou-Ekotto, né à Arras en France le 24 mars 1984, est un footballeur international camerounais, possédant également la nationalité française évoluant au poste d'arrière gauche.

## Biographie

### En club

#### Les débuts
Benoît Assou-Ekotto naît à Arras, dans le Pas-de-Calais au nord de la France, d'un père camerounais et d'une mère française. Son frère Mathieu est également footballeur.
Il commence le football à l'ASPTT Arras, à l'âge de 11 ans il rejoint son frère Mathieu[réf. nécessaire] au RC Lens.

#### RC Lens
Arrivé au RC Lens, il intègre le centre de formation de La Gaillette à 14 ans, puis l'équipe réserve à 17 ans.
Le 28 mars 2004, à 20 ans, il fait sa première apparition en Ligue 1 face au Paris Saint-Germain pour le compte de la 30e journée. Il dispute l'intégralité de la rencontre en tant que titulaire et le club lensois remporte le match sur le score de 1 à 0 grâce à un but de Charles-Édouard Coridon. Par la suite, il rejoue en tant que titulaire les deux dernières journées de championnat face à l'AC Ajaccio (victoire 2-0) et Le Mans UC 72 (défaite 3-0) faisant ainsi trois apparitions cette saison.
La saison suivante, il démarre en tant que remplaçant de Yoann Lachor au poste d'arrière gauche, le seul autre joueur formé au club au sein de l'effectif professionnel. Mais Yoann Lachor se blesse avant la rencontre face au Paris Saint-Germain comptant pour la 7e journée, et Benoît Assou-Ekotto est titularisé face au club parisien (match nul 2-2). À la suite de ce match, le jeune défenseur ne quitte plus la place de titulaire et dispute 29 rencontres de championnat durant la saison.
Benoît Assou-Ekotto dispute une troisième saison en tant que titulaire au RC Lens. En début, d'exercice il remporte la coupe Intertoto face aux Roumains du CFR Cluj. Il réclame une revalorisation salariale en fin de saison qui lui est refusée, il demande donc à son agent de lui trouver un club en Angleterre estimant qu'il tourne en rond en France :

« Rester en France pour tourner en rond, ça ne m'intéressait pas ! En France tu joues quatre gros matchs par an : Lyon, Marseille, Paris puis le derby face à Lille. »

— Benoît Assou-Ekotto, le 29 juillet 2009.

#### Tottenham Hotspur

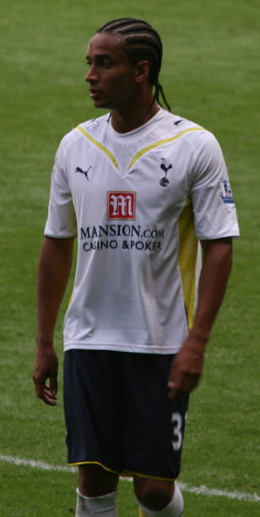
Benoît Assou-Ekotto lors du match face à Birmingham City en 2009.

Le club de Tottenham Hotspur, qui a pour manager Damien Comolli, recrute beaucoup de joueurs francophones parmi lesquels Dorian Dervite, Didier Zokora et Pascal Chimbonda. Benoît Assou-Ekotto vient rejoindre la colonie francophone fraîchement arrivée lors du mercato d'été de 2006.
Il démarre en tant que titulaire au poste d'arrière gauche, devant Lee Young-pyo, grâce à ses bonnes performances en période de préparation. Le 19 août 2006, il débute en Premier League lors de la première journée face aux Bolton Wanderers (défaite 2-0). Mais il enchaîne les blessures et se retrouve remplaçant du Coréen jusqu'à la fin de la saison. 
Par la suite, il se blesse gravement au genou et ne jouera que deux matches lors de la saison 2007-2008,. Le gaucher retourne en France pendant dix mois afin d'effectuer sa rééducation. Il a notamment eu peur que sa carrière s'arrête à la suite de cette blessure et estime que cette épreuve l'a fait mûrir :

« Quand le chirurgien vous dit que vous ne pourrez peut-être plus rejouer au football, beaucoup de choses changent dans votre esprit. Tant que vous êtes blessé, le salaire tombe tous les mois, mais quand on envisage la fin de sa carrière à 22 ou 23 ans... C'est peut-être cela qui m'a fait réfléchir. »

— Benoît Assou-Ekotto.

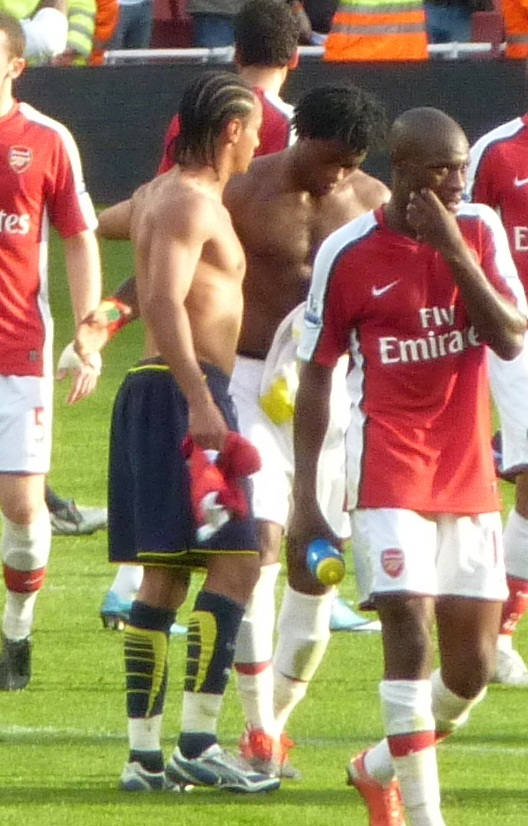
Benoît Assou-Ekotto échangeant son maillot avec Alexandre Song derrière William Gallas à la suite de la rencontre face à Arsenal en 2009.

Il revient par la suite sur les terrains mais a des relations compliquées avec l'entraîneur Juande Ramos, ce dernier lui reproche son agressivité à l'entraînement ce à quoi le Camerounais lui rétorque : « Hey mon pote, on joue au foot pas au tennis. Tu te crois en Espagne mais on est en Angleterre ici ! » Mais après n'avoir pris que deux points en huit matches et avoir été sorti de la coupe UEFA par l'Udinese Calcio, soit le pire démarrage du club depuis 1912, le technicien espagnol est limogé et remplacé par Harry Redknapp. Ce départ permet au défenseur de se relancer, il devient titulaire, est élu most improved player par les supporters de Tottenham à l'issue de l'exercice et impressionne Harry Redknapp tout au long de la saison. Le point d'orgue de cette saison reste la finale de la coupe de la ligue face à Manchester United où il contient parfaitement Cristiano Ronaldo et l'empêche de s'exprimer sur son côté droit. Si l'on louait auparavant son apport offensif sur le terrain, on lui reprochait ses sautes de concentration en défense, après ce match il fait taire les critiques à ce sujet.

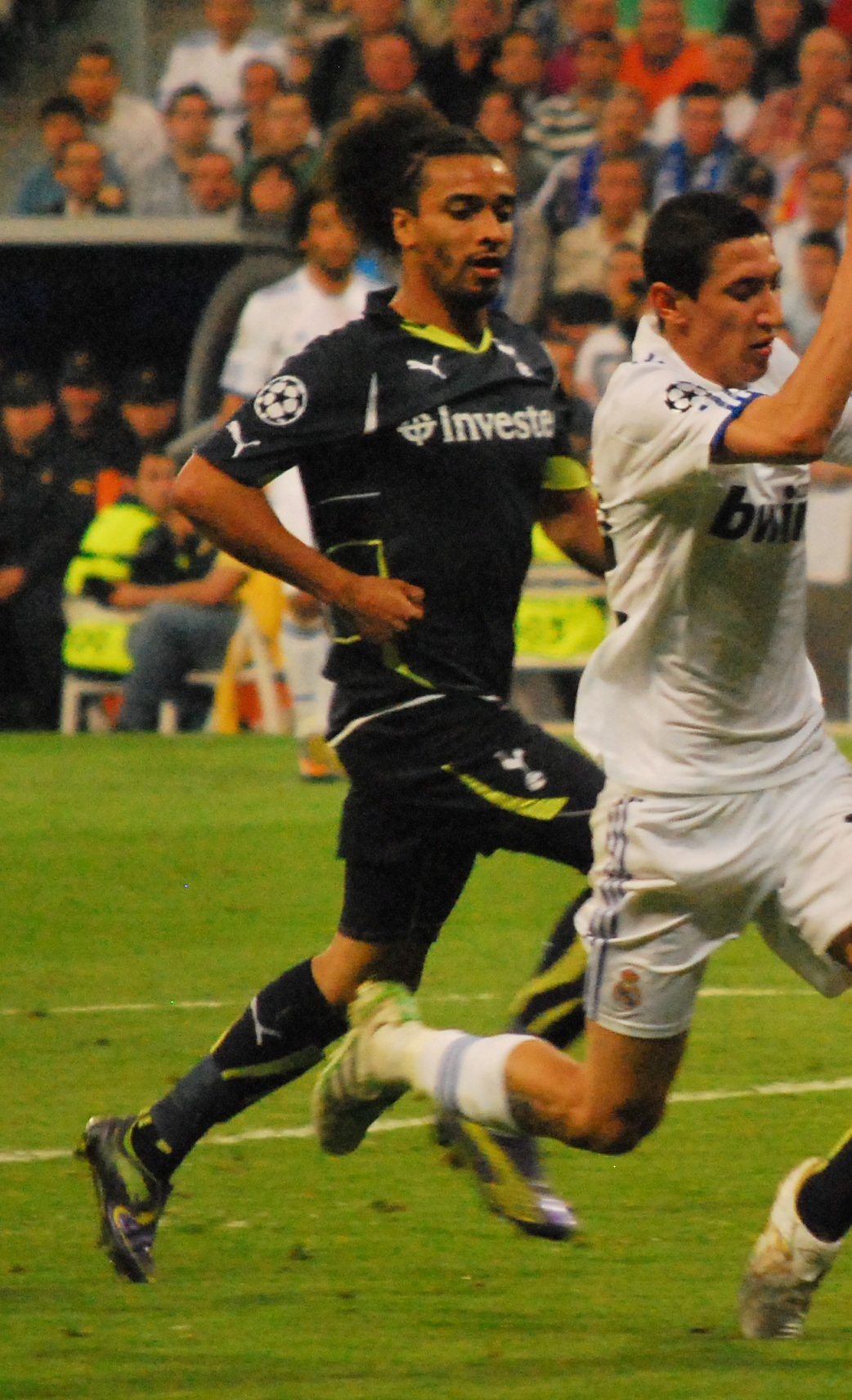
Benoît Assou-Ekotto derrière Ángel Di María lors du match face au Real Madrid en 2011.

Benoît Assou-Ekotto inscrit son premier but professionnel lors du match d'ouverture de la saison suivante de Premier League face à Liverpool. À la suite de ce match, le joueur signe un nouveau contrat de quatre ans avec Tottenham Il s'agit du but du 1-0, grâce à une frappe du pied gauche d'une trentaine de mètres, lors de la victoire 2 à 1 de Tottenham. Cette saison est une réussite pour le club du nord de Londres, Tottenham finit en effet à la quatrième place du championnat, synonyme de qualification pour la ligue des champions, et atteint la demi-finale de la coupe d'Angleterre (défaite 0-2 face à Portsmouth). C'est la première fois depuis Everton en 2005 qu'un club autre que Manchester United, Liverpool, Chelsea et Arsenal parvient à finir dans les quatre premiers. À titre personnel, il perd sa place de titulaire quelque temps au cours de la saison, à la suite d'une blessure, au profit du jeune Gareth Bale mais la retrouve après que Harry Redknapp ne repositionne le Gallois au poste d'ailier gauche.
La saison suivante est également une réussite, le club termine à la cinquième place du championnat et atteint les quarts-de-finale de la ligue des champions (défaite face au Real Madrid). Le Camerounais n'hésite pas à dire que lui et ses coéquipiers sont « en train d'écrire une page historique pour le club ». Bien que déçu des circonstances de l'élimination, l'ancien Lensois estime que le club londonien a pris une nouvelle dimension grâce à la coupe d'Europe :

« Même un nul à l'extérieur ne nous satisfait plus. [...] En attendant, le minimum, c'est le top 4. Que ce soit les supporters, les joueurs et le staff technique, je ne suis pas sûr que ça les fasse bander de jouer la Ligue Europa contre des clubs hongrois... »

— Benoît Assou-Ekotto.

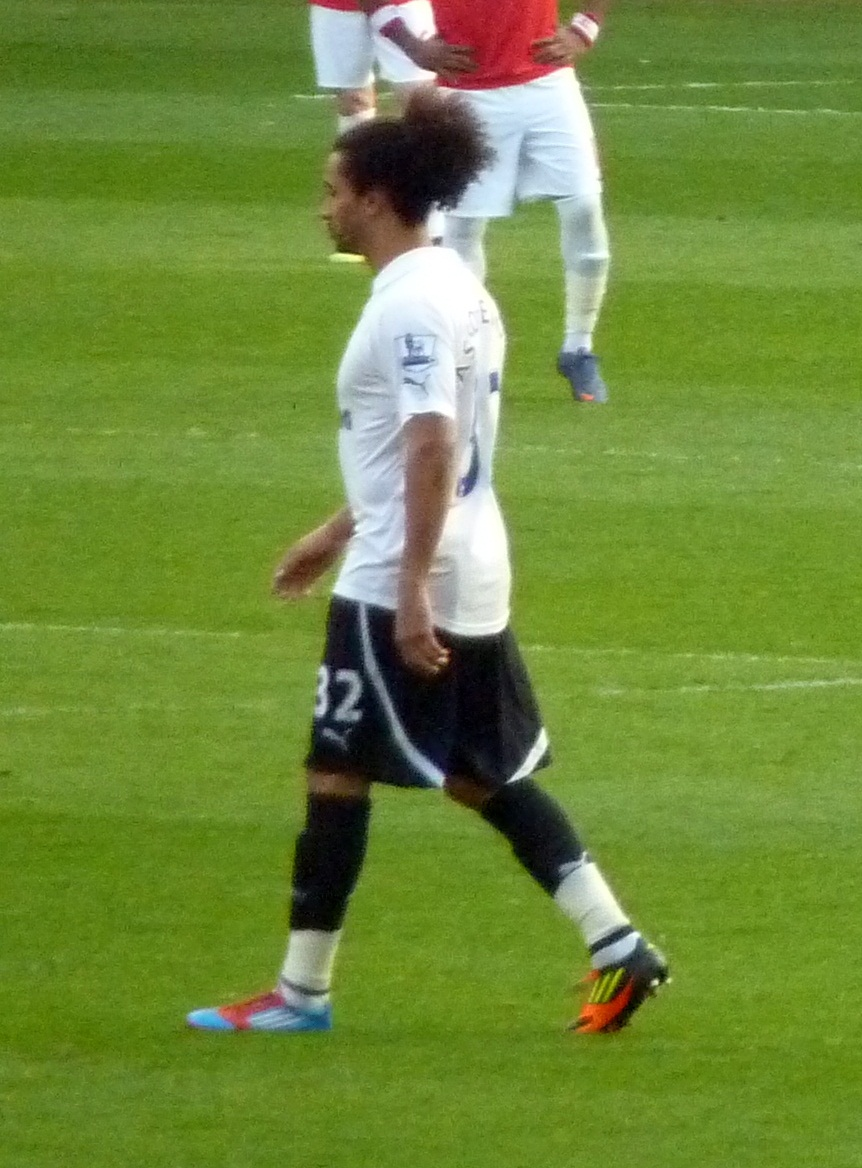
Benoît Assou-Ekotto lors du derby face à Arsenal en 2012.

Gareth Bale brille au cours de cette campagne européenne, Benoît Assou-Ekotto déclare notamment que c'est son travail défensif qui libère le Gallois et qui lui permet d'évoluer à ce niveau. Leur complémentarité et leur entente sur le terrain apparaît aux yeux de tous, le gaucher l'explique ainsi :

« Je pense qu’il sait comment il doit jouer avec moi, car il a commencé par jouer à mon poste. Il sait que j’ai besoin d’aide, il sait comment m’aider à défendre. C’est facile de jouer avec lui. On est bien tous les deux. »

— Benoît Assou-Ekotto.
La saison 2011-2012 démarre très mal avec deux cinglantes défaites 3-0 face à Manchester United et 1-5 face à Manchester City, mais le club enchaîne les succès par la suite et pointe à la troisième place à la mi-saison. Le 11 janvier 2012 il inscrit le deuxième but de sa carrière face à Everton d'une frappe croisée de 35 mètres lors de la victoire 2 à 0 de Tottenham. Le 11 février 2012, il participe au festival offensif de son équipe lors de la victoire 5 à 0 face à Newcastle United, grâce à un bon travail d'Emmanuel Adebayor dans la surface il conclut l'action en envoyant le ballon dans les cages vides. Après un trou au mois de mars, ce qui correspond à la rumeur désignant Harry Redknapp comme futur sélectionneur de l'Angleterre, Tottenham perd du terrain et termine la saison quatrième. Or après la victoire de Chelsea en ligue des champions, les Spurs perdent leur qualification pour la future édition de l'épreuve reine européenne.
Le 3 juillet 2012, André Villas-Boas est nommé manager de Tottenham à la suite du départ d'Harry Redknapp. Il garde la confiance du nouvel entraîneur en début de saison avant de se blesser pour un mois à la suite d'une blessure au genou contractée face à Reading (victoire 3-1). Son remplaçant au poste d'arrière gauche, Kyle Naughton, se blesse également et le technicien portugais décide donc d'aligner Jan Vertonghen, défenseur central de formation, afin de le suppléer durant la période de son indisponibilité. Seulement, le défenseur belge donne entière satisfaction et demeure le titulaire à ce poste à la suite du retour de Benoît Assou-Ekotto. En novembre 2012, une polémique éclate lorsque le Camerounais publie sur Twitter : « Salut tout le monde ! Il faut être fort et positif au travail ! Même si tu détestes ton patron lol ». Afin d'éteindre la polémique, il déclare par la suite qu'il parlait du patron de ses followers et non du sien.
Le 2 février, dernier jour du mercato, Benoît Assou-Ekotto résilie son contrat avec Tottenham. L'international camerounais est donc libre de s'engager avec le club de son choix.

#### AS Saint-Étienne
Laissé libre par Tottenham en février, il s'engage fin juin avec l'AS Saint-Étienne et remplace Franck Tabanou au poste de latéral gauche. Il dispute son premier match officiel avec les Verts dès le 30 juillet 2015 face au club roumain de l'ASA Târgu Mureș dans le cadre du troisième tour préliminaire aller de Ligue Europa (victoire 0-3). Avant la reprise de la saison suivante les négociations pour une prolongation avec l'AS Saint-Étienne n’auraient pas abouti.

#### FC Metz
Libre de tout contrat, alors âgé de 32 ans, il s'engage avec le FC Metz le 16 août 2016 pour un contrat d'une saison. Les Lorrains se maintiennent et il apparaît à 18 reprises en championnat (16 titularisations), il est prolongé d'une saison en juin 2017.

#### Saint-Nicolas-lez-Arras
En juin 2019, il rejoint le club de Saint-Nicolas-lez-Arras.

### En sélection
Jamais appelé chez les espoirs français par René Girard qui lui préfère Jérémy Mathieu, Jérémy Berthod ou encore Gaël Clichy, Benoît Assou-Ekotto fait très tôt le choix de jouer pour le Cameroun, se sentant plus camerounais que français et évoquant une concurrence moindre en sélection. Plus jeune, il refuse notamment d'évoluer parmi l'équipe de France des moins de 16 ans.

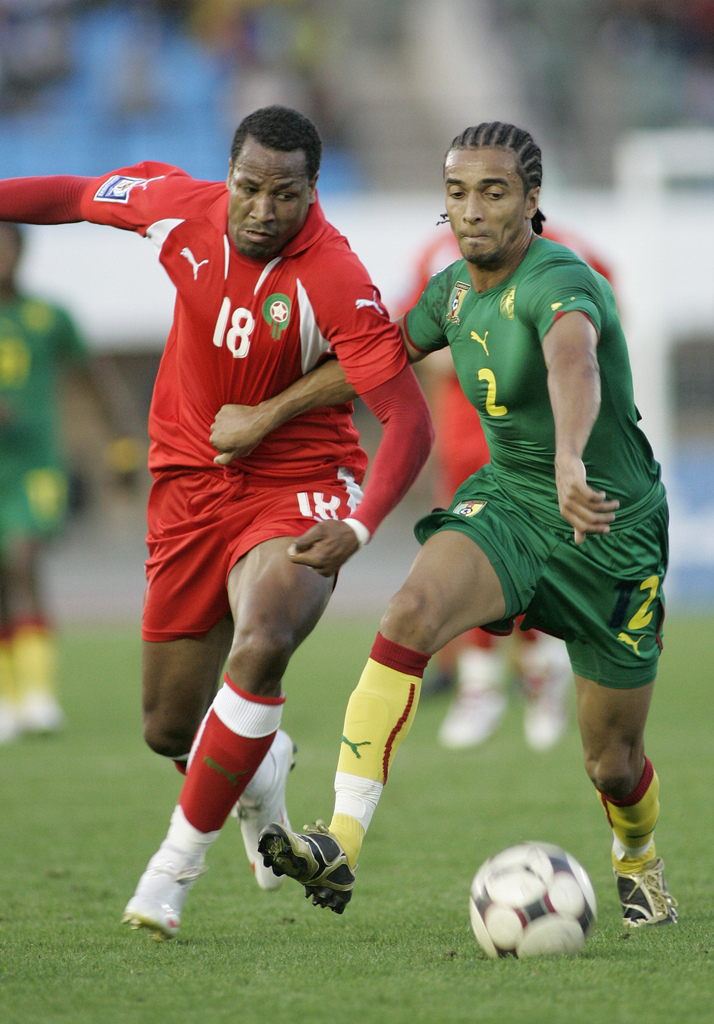
Benoît Assou-Ekotto face à Mustapha Allaoui contre le Maroc en 2009.

Convoqué par Artur Jorge pour jouer avec les Lions indomptables en mars 2005, il refuse tout d'abord de partir avec la sélection. La presse camerounaise estime dans un premier temps qu'il espère un jour évoluer sous les couleurs de l'équipe de France, mais le joueur tient à expliquer que ce n'est que pour des raisons personnelles qu'il ne participe pas au rassemblement et qu'il a bel et bien choisi d'endosser le maillot du Cameroun,.
Après avoir repoussé pendant plusieurs années sa première sélection, Benoît Assou-Ekotto accepte en février 2009 de revêtir le maillot camerounais. Le Cameroun a grandement besoin d'un arrière gauche après la blessure de Timothée Atouba et la mise à l'écart de Pierre Womé. Le 11 février 2009, il dispute donc sa première rencontre internationale, sous les ordres d'Otto Pfister, en tant que titulaire face à la Guinée en match amical. Les Lions indomptables remportent le match sur le score de 3 à 1.
Il participe par la suite à la campagne de qualification du Cameroun pour la coupe d'Afrique des nations et la coupe du monde 2010. Mais, alors qu'il est titulaire sur le flanc gauche de la défense, il ne peut répondre à la convocation de Paul Le Guen en vue de la coupe d'Afrique des nations. En effet, le 28 décembre 2009, il sort sur blessure du derby face à West Ham United et doit donc déclarer forfait pour la compétition.
Quelques mois plus tard, il est de nouveau convoqué pour participer à la coupe du monde. Il est titulaire durant tous les matches de préparation et du mondial, mais cela s'avère être un fiasco pour les Lions indomptables. Les trois rencontres face au Japon, au Danemark et aux Pays-Bas se soldent en effet par trois défaites et le Cameroun est la première nation éliminée du mondial. De plus un climat délétère semble s'être installé au sein de la sélection et le sélectionneur est lâché par certains joueurs. Benoît Assou-Ekotto est également pointé du doigt pour son manque d'implication, il est en effet fautif sur la plupart des buts concédés par le Cameroun.
Paul Le Guen est viré et remplacé par Javier Clemente, mais le Cameroun échoue également à la campagne de qualifications pour la coupe d'Afrique des nations 2012. Benoît Assou-Ekotto pointe du doigt les problèmes d'égo et les guerres intestines au sein du vestiaire camerounais et estime donc que le malaise de la sélection est plus mental que technique.

« Sur le papier, le Cameroun n’a jamais été aussi fort, le constat est là. Tous ses joueurs évoluent en Europe, beaucoup disputent la Ligue des champions. L’équipe de 2010 et celle d’aujourd’hui n’a rien à envier aux Lions de 1990. Mais à cette époque, ils avaient plus à cœur de prouver au peuple camerounais qu’ils pouvaient répondre à leurs attentes. Il n’y avait pas de problèmes d’ego. Maintenant chacun joue dans un grand ou un "pseudo" grand club et arrive en sélection en se disant qu’il est quelqu’un. Le problème est uniquement mental, il n’est pas technique car le talent est là. »

— Benoît Assou-Ekotto, le 28 juillet 2011.

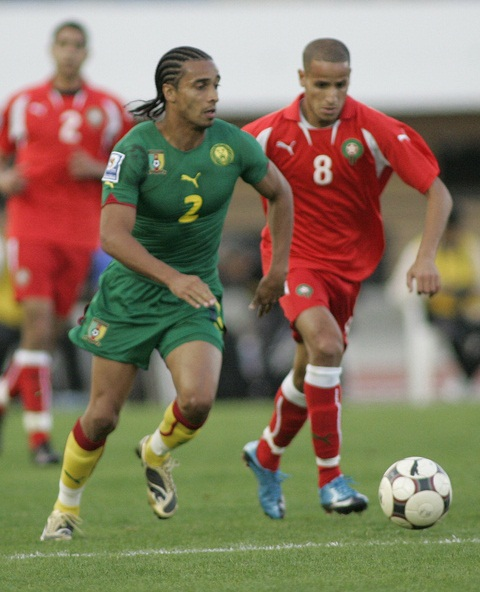
Benoît Assou-Ekotto devant Karim El Ahmadi face au Maroc en 2009.

Jugé responsable de ces guerres intestines par Javier Clemente et son staff, au même titre qu'Alexandre Song ou Achille Emana, il est mis à l'écart de la sélection. À la suite du licenciement de l'entraîneur espagnol, son successeur Denis Lavagne ne veut pas non plus de l'arrière gauche de Tottenham, il lui préfère Henri Bedimo et Gaëtan Bong. Mais le 9 novembre 2011, à la suite de la blessure de Georges Mandjeck, le nouveau sélectionneur fait appel à Benoît Assou-Ekotto afin de le remplacer. Ce dernier refuse de revenir en sélection considérant que sa mise à l'écart était un « affront » et que le « mal des Lions va au-delà d'un simple changement de l'encadrement technique ». Il est par la suite traduit en conseil de discipline pour ce refus mais il ne s'y présente pas et envoie un courrier dans lequel il réclame un changement de dirigeants ; il en profite pour soutenir ses camarades, qui ont refusé de se présenter au rassemblement avant le match face à l'Algérie, et clamer son envie de vêtir à nouveau le maillot camerounais. Tout d'abord condamné à une amende de 1 000 000 de francs CFA, environ 1 525 euros, la sanction est annulée par la suite.
| Détail des sélections | Détail des sélections | Détail des sélections                             | Détail des sélections | Détail des sélections | Détail des sélections | Détail des sélections             | Détail des sélections |
| no                    | Date                  | Lieu                                              | Adversaire            | Temps de jeu          | Résultat              | Compétition                       | Source                |
| --------------------- | --------------------- | ------------------------------------------------- | --------------------- | --------------------- | --------------------- | --------------------------------- | --------------------- |
| 1                     | 11/02/2009            | Stade Robert-Bobin, Bondoufle, France             | Guinée                | 90 min                | 3 - 1                 | Match amical                      | 1                     |
| 2                     | 28/03/2009            | Accra Sports Stadium, Accra, Ghana                | Togo                  | 90 min                | 1 - 0                 | Qualifications CAN 2010, Groupe A | 2                     |
| 3                     | 05/09/2009            | Stade Omar-Bongo, Libreville, Gabon               | Gabon                 | 90 min                | 0 - 2                 | Qualifications CAN 2010, Groupe A | 3                     |
| 4                     | 09/09/2009            | Stade Roumdé Adjia, Garoua, Cameroun              | Gabon                 | 90 min                | 2 - 1                 | Qualifications CAN 2010, Groupe A | 4                     |
| 5                     | 14/11/2009            | Complexe sportif de Fès, Fès, Maroc               | Maroc                 | 90 min                | 0 - 2                 | Qualifications CAN 2010, Groupe A | 5                     |
| 6                     | 03/03/2010            | Stade Louis-II, Monaco                            | Italie                | 90 min                | 0 - 0                 | Match amical                      | 6                     |
| 7                     | 29/05/2010            | Hypo Group Arena, Klagenfurt, Autriche            | Slovaquie             | 90 min                | 1 - 1                 | Match amical                      | 7                     |
| 8                     | 01/06/2010            | Complexo Desportivo da Covilhã, Covilhã, Portugal | Portugal              | 90 min                | 3 - 1                 | Match amical                      | 8                     |
| 9                     | 05/06/2010            | Stade du Partizan, Belgrade, Serbie               | Serbie                | 90 min                | 4 - 3                 | Match amical                      | 9                     |
| 10                    | 14/06/2010            | Free State Stadium, Bloemfontein, Afrique du Sud  | Japon                 | 90 min                | 1 - 0                 | Coupe du monde 2010, Groupe E     | 10                    |
| 11                    | 19/06/2010            | Loftus Versfeld Stadium, Pretoria, Afrique du Sud | Danemark              | 90 min                | 1 - 2                 | Coupe du monde 2010, Groupe E     | 11                    |
| 12                    | 24/06/2010            | Cape Town Stadium, Le Cap, Afrique du Sud         | Pays-Bas              | 90 min                | 1 - 2                 | Coupe du monde 2010, Groupe E     | 12                    |
| 13                    | 11/08/2010            | Stade municipal de Szczecin, Szczecin, Pologne    | Pologne               | 90 min                | 0 - 3                 | Match amical                      | 13                    |
| 14                    | 04/09/2010            | Stade Anjalay, Belle Vue, Île Maurice             | Maurice               | 90 min                | 1 - 3                 | Qualifications CAN 2012, Groupe E | 14                    |
| 15                    | 09/10/2010            | Stade Roumdé Adjia, Garoua, Cameroun              | RD Congo              | 70e                   | 1 - 1                 | Qualifications CAN 2012, Groupe E | 15                    |
| 16                    | 26/03/2011            | Stade Léopold Sédar Senghor, Dakar, Sénégal       | Sénégal               | 90 min                | 1 - 0                 | Qualifications CAN 2012, Groupe E | 16                    |

## Style de jeu
Formé en tant que milieu gauche, Benoît Assou-Ekotto est un arrière latéral gauche très offensif, doté d'une technique sûre, rapide, endurant, solide et intelligent dans le placement. Le gaucher peut également évoluer en tant que milieu défensif et à tous les postes sur le côté gauche. Plus jeune il espérait notamment évoluer à l'avenir plus haut sur le terrain,,.

## Statistiques
| Saison                | Club                       | Championnat           | Championnat | Championnat | Coupe nationale | Coupe nationale | Coupe de la Ligue | Coupe de la Ligue | Compétition(s) continentale(s) | Compétition(s) continentale(s) | Compétition(s) continentale(s) | Cameroun | Cameroun | Total | Total |
| Saison                | Club                       | Division              | M.          | B.          | M.              | B.              | M.                | B.                | Comp.                          | M.                             | B.                             | M.       | B.       | M.    | B.    |
| 2003 – 2004           | RC Lens                    | Ligue 1               | 3           | 0           | 0               | 0               | 0                 | 50                | C3                             | 0                              | 0                              | -        | -        | 3     | 50    |
| 2004 – 2005           | RC Lens                    | Ligue 1               | 29          | 0           | 2               | 0               | 3                 | 0                 | -                              | -                              | -                              | -        | -        | 34    | 0     |
| 2005 – 2006           | RC Lens                    | Ligue 1               | 34          | 0           | 2               | 0               | 1                 | 0                 | CI+C3                          | 2+7                            | 0                              | -        | -        | 46    | 0     |
| Sous-total            | Sous-total                 | Sous-total            | 66          | 0           | 4               | 0               | 4                 | 0                 | -                              | 9                              | 0                              | 0        | 0        | 83    | 0     |
| 2006 – 2007           | Tottenham Hotspur          | Premier League        | 16          | 0           | 1               | 0               | 3                 | 0                 | C3                             | 6                              | 0                              | -        | -        | 26    | 0     |
| 2007 – 2008           | Tottenham Hotspur          | Premier League        | 1           | 0           | 0               | 0               | 0                 | 0                 | C3                             | 1                              | 0                              | -        | -        | 2     | 0     |
| 2008 – 2009           | Tottenham Hotspur          | Premier League        | 29          | 0           | 1               | 0               | 4                 | 0                 | C3                             | 2                              | 0                              | 2        | 0        | 38    | 0     |
| 2009 – 2010           | Tottenham Hotspur          | Premier League        | 30          | 1           | 3               | 0               | 1                 | 0                 | -                              | -                              | -                              | 9        | 0        | 43    | 1     |
| 2010 – 2011           | Tottenham Hotspur          | Premier League        | 31          | 0           | 2               | 0               | 1                 | 0                 | C1                             | 12                             | 0                              | 4        | 0        | 50    | 0     |
| 2011 – 2012           | Tottenham Hotspur          | Premier League        | 34          | 2           | 2               | 0               | 1                 | 0                 | C3                             | 3                              | 0                              | -        | -        | 40    | 2     |
| 2012 – 2013           | Tottenham Hotspur          | Premier League        | 15          | 1           | 2               | 0               | 0                 | 0                 | C3                             | 5                              | 0                              | 2        | 0        | 24    | 1     |
| 2013 – 2014           | Queens Park Rangers (prêt) | Championship          | 31          | 0           | 1               | 0               | 0                 | 0                 | -                              | -                              | -                              | 6        | 0        | 38    | 0     |
| 2014 – 2015           | Tottenham Hotspur          | Premier League        | 0           | 0           | 0               | 0               | 0                 | 0                 | C3                             | 0                              | 0                              | -        | -        | 0     | 0     |
| Sous-total            | Sous-total                 | Sous-total            | 187         | 4           | 12              | 0               | 10                | 0                 | -                              | 29                             | 0                              | 23       | 0        | 261   | 4     |
| 2015 – 2016           | AS Saint-Étienne           | Ligue 1               | 20          | 0           | 1               | 0               | 0                 | 0                 | C3                             | 7                              | 0                              | -        | -        | 28    | 0     |
| Sous-total            | Sous-total                 | Sous-total            | 20          | 0           | 1               | 0               | 0                 | 0                 | -                              | 7                              | 0                              | -        | -        | 28    | 0     |
| 2016 – 2017           | FC Metz                    | Ligue 1               | 0           | 0           | 0               | 0               | 0                 | 0                 | -                              | -                              | -                              | -        | -        | 0     | 0     |
| Sous-total            | Sous-total                 | Sous-total            | 0           | 0           | 0               | 0               | 0                 | 0                 | -                              | -                              | -                              | -        | -        | 0     | 0     |
| Total sur la carrière | Total sur la carrière      | Total sur la carrière | 253         | 4           | 16              | 0               | 14                | 0                 | -                              | 38                             | 0                              | 23       | 0        | 344   | 4     |

## Palmarès
| - RC Lens - Coupe Intertoto - Vainqueur : 2005. |  | - Tottenham Hotspur - Carling Cup - Finaliste : 2009. |

## Vie extrasportive et personnalité
Benoît Assou-Ekotto est considéré par certains comme étant un « mercenaire » après avoir déclaré à la BBC en 2011 :

« Oui, c’est juste un boulot, quand je jouais en France, tu sais, j’étais avec ma mère, mes potes, bref, j’étais chez moi. Pourquoi je serais venu en Angleterre, alors que je ne parlais pas un mot d’anglais, si ce n’était pas pour un simple boulot ? [...] Moi, mon job, je le fais pour gagner de l’argent. Comme toutes les personnes sur terre. Je ne comprends pas ceux qui ne comprennent pas. Ce que les gens aiment, le footballeur l’aime aussi. Le footballeur aime l’argent. »

— Benoît Assou-Ekotto.
Pour d'autres il s'agit tout simplement d'un franc-parler qui tranche avec la langue de bois en vigueur dans le milieu du football. Le Camerounais tranche également avec ses pairs en n'hésitant pas à emprunter le métro pour circuler dans Londres.
Il est par ailleurs ambassadeur des Nations unies.